# Теория поглощения Уилера — Фейнмана
Теория поглощения Уилера — Фейнмана (или времясимметричная теория Уилера — Фейнмана) является одной из теорий электродинамики, исходным положением которой является то, что решение уравнений электромагнитного поля должно быть симметричено относительно инверсии времени. Такой выбор мотивирован прежде всего важной ролью временной симметрии в физике. Действительно, нет очевидной причины для того, чтобы эта симметрия была нарушена, и поэтому нет причины, чтобы временная ось играла особую роль по сравнению с другими. Таким образом теория, которая обладает такой симметрией совершеннее, чем те, в которых определённым образом выделена временная ось. Другая ключевая идея теории, принадлежит Тетроде, имеет отношение к принципу Маха, а именно — элементарные частицы не действуют сами на себя. Это сразу устраняет проблему собственных энергий. Теория названа именами своих создателей — Ричарда Фейнмана и его учителя Джона Уилера.

## Проблема причинности
Самая большая проблема, с которой приходится столкнуться при конструировании времясимметричной теории — это проблема причинности. Уравнения Максвелла и волновое уравнение для электромагнитных волн с источником имеют два возможных решения: запаздывающее и опережающее. Это означает, что если электромагнитный излучатель или поглотитель, излучает или поглощает волну в момент времени {\displaystyle t_{0}=0} в точке {\displaystyle x_{0}=0}, тогда волна первого (запаздывающего) решения прибудет в точку {\displaystyle x_{1}} в момент {\displaystyle t_{1}=x_{1}/c} после излучения или поглощения ({\displaystyle c} — скорость света), тогда как волна второго (опережающего) прибудет в то же место в момент {\displaystyle t_{2}=-x_{1}/c} перед излучением или поглощением. Вторая волна нарушает принцип причинности, так как для модели, в которой бы мы считали такое допустимо, мы могли бы видеть следствие этого события до того, как оно произошло. Поэтому при интерпретации электромагнитных волн такое решение обычно отбрасывают. В теории поглощения запаздывающая волна от излучателя до поглотителя соответствует распространению световой энергии привычным причинным путём, для которого поглощение происходит позже, чем момент излучения, и другая опережающая волна от поглотителя к излучателя не исключается априори.
Фейнман и Уилер обошли эту сложность очень простым путём. Следует рассмотреть все излучатели, которые существуют во Вселенной. Если все они генерируют электромагнитные волны симметричным образом, результирующее поле будет:
{\displaystyle E^{\mathrm {tot} }(\mathbf {x} ,t)=\sum _{n}{\frac {E_{n}^{\mathrm {ret} }(\mathbf {x} ,t)+E_{n}^{\mathrm {adv} }(\mathbf {x} ,t)}{2}}.\ }
Тогда они заметили, что если соотношение:
{\displaystyle E^{\mathrm {free} }(\mathbf {x} ,t)=\sum _{n}{\frac {E_{n}^{\mathrm {ret} }(\mathbf {x} ,t)-E_{n}^{\mathrm {adv} }(\mathbf {x} ,t)}{2}}=0,\ }
выполняется, то это полное полевое решение уравнений Максвелла можно использовать для получения полного поля
{\displaystyle E^{\mathrm {tot} }(\mathbf {x} ,t)=\sum _{n}{\frac {E_{n}^{\mathrm {ret} }(\mathbf {x} ,t)+E_{n}^{\mathrm {adv} }(\mathbf {x} ,t)}{2}}+\sum _{n}{\frac {E_{n}^{\mathrm {ret} }(\mathbf {x} ,t)-E_{n}^{\mathrm {adv} }(\mathbf {x} ,t)}{2}}=\sum _{n}E_{n}^{\mathrm {ret} }(\mathbf {x} ,t).}
Таким образом модель отражает влияние запаздывающего поля и не нарушает принцип причинности. Наличие этого свободного поля связано с явлением поглощения всеми частицами Вселенной излучения каждой отдельной частицы. Кроме того, такая идея вполне подобна явлению, которое возникает, когда электромагнитная волна поглощается объектом; если смотреть на такой процесс в микроскопическом масштабе, то можно увидеть, что поглощение соответствует наличию электромагнитных полей всех электронов, реагирующих на внешнее возмущение и создающих поля, компенсирующие это возмущение. Основным отличием является то, что процесс может происходить с опережающей волной.
В конце концов, может показаться, что такой формализм не симметричнее, чем обычный, поскольку запаздывающая временная ось и дальше представляется несколько привилегированной. Однако это лишь иллюзия, поскольку всегда можно обратить процесс, по своему усмотрению решив, что является излучателем, а что — поглотителем. Любое появление «привилегированности» временной оси является лишь признаком определённого выбора поглотителя и излучателя.

## Решение проблемы причинности
Т. К. Скот (TC Scott) и Р. А. Мур (RA Moore) показали, что нарушения причинности, вызванного наличием опережающих потенциалов Лиенара — Вихерта в исходной формулировке, можно избежать путём переформулировки их теории на полностью релятивистскую электродинамику многих тел в терминах запаздывающих потенциалов без сложностей в части теории, касающейся поглощения. Рассмотрим лагранжиан, что возникает при действии на частицу 1 симметричного относительно времени поля, созданного частицей 2:
{\displaystyle L_{1}=T_{1}-{\frac {1}{2}}\left((V_{R})_{1}^{2}+(V_{A})_{1}^{2}\right)}
где {\displaystyle T_{i}} — функционал релятивистской кинетической энергии i-й частицы, а {\displaystyle (V_{R})_{j}^{i}} и {\displaystyle (V_{A})_{j}^{i}}, соответственно запаздывающий и опережающий потенциалы Лиенара — Вихерта, действующих на j-тую частицу со стороны релятивистского электромагнитного поля, создаваемого частицей i. Соответствующий лагранжиан для частицы 2, на которую действует частица 1:
{\displaystyle L_{2}=T_{2}-{\frac {1}{2}}\left((V_{R})_{2}^{1}+(V_{A})_{2}^{1}\right).}
Впервые было продемонстрировано с помощью компьютерной алгебры, а затем доказано математически, что разница между запаздывающим потенциалом частицы i, действующаим на частицу j, и опережающим потенциалом частицы j, действующая на частицу i, является полной производной по времени:
{\displaystyle {\frac {dF}{dt}}=(V_{R})_{j}^{i}-(V_{A})_{i}^{j}}
или дивергенцией, как это принято называть в вариационном исчислении, поскольку она не даёт никакого вклада в уравнения Эйлера — Лагранжа. Таким образом, добавляя в лагранжиан такие полные производные, опережающие потенциалы исчезают. Тогда лагранжиан системы N частиц имеет вид:
{\displaystyle L=\sum _{i=1}^{N}T_{i}-{\frac {1}{2}}\sum _{i\neq j}^{N}(V_{R})_{j}^{i}}
в котором не появляются опережающие потенциалы. Кроме того, этот лагранжиан демонстрирует симметрию частица-частица. Для {\displaystyle N=2} он будет давать точно те же уравнения движения, и лагранжианы {\displaystyle L_{1}} и {\displaystyle L_{2}}, а следовательно и ту же физику. Поэтому, с точки зрения стороннего наблюдателя, рассматривающего релятивистскую задачу n тел, все явления удовлетворяют принципу причинности. Однако, если рассмотреть изолированные силы, действующие на отдельное тело, проявятся опережающие потенциалы. Такая перестройка теории имеет свою цену — n-частичный лагранжиан зависит от всех производных по времени от траекторий всех частиц, то есть лагранжиан имеет бесконечный порядок.Однако симметрия относительно замены частиц и полного обобщённого импульса сохраняется. Значительный прогресс был достигнут в решении проблемы квантования теории. Также были найдены многочисленные решения для классической задачи. Такая формулировка даёт дарвиновский лагранжиан, из которого было впервые получено уравнение Брейта, но без диссипативных членов (слагаемых, отвечающих рассеянию). Это гарантирует соответствие между теорией и экспериментом, но без учёта лэмбовского сдвига. Важным преимуществом их подхода является формулировка закона сохранения импульса, представленного в обзорной статье о ЭПР (Эйнштейна — Подольского — Розена) парадоксе.

## Проблема самодействия и затухания
Поводом к отысканию различных интерпретаций электромагнитных явлений стала потребность в удовлетворительном описании процесса электромагнитного излучения. Дело в следующем: рассмотрим заряженную частицу, движущуюся неравномерно (например, осциллирующие {\displaystyle x(t)=x_{0}\cos(\omega t)}), тогда известно, что частица излучает и таким образом теряет энергию. Чтобы записать уравнение Ньютона для такой частицы, необходимо иметь диссипативное слагаемое, учитывающее эту потерю энергии. Первое решение этой проблемы принадлежит Лоренцу, а дальше было развито Дираком. Лоренц интерпретировал эту потерю энергии как отвечающую запаздывающему взаимодействию такой частицы с собственным полем. Однако такая интерпретация не является вполне удовлетворительной, поскольку приводит к разногласиям в теории и требует некоторых дополнительных предположений о структуре зарядового распределения частицы. Дирак обобщил лоренцево формулу для коэффициента диссипации, чтобы сделать её релятивистски инвариантной. Поступая так, он также предложил отличную интерпретацию диссипативного коэффициента как отвечающего свободным полям, которые действуют на частицу в её собственной позиции.
{\displaystyle E^{\mathrm {damping} }(\mathbf {x} _{j},t)={\frac {E_{j}^{\mathrm {ret} }(\mathbf {x} _{j},t)-E_{j}^{\mathrm {adv} }(\mathbf {x} _{j},t)}{2}}}
Основным недостатком этой теории является отсутствие физического обоснования наличия таких полей.
Таким образом, теория поглощения была сформулирована как попытка исправить этот недостаток. Используя эту теорию, предположим, что каждая частица не взаимодействует сама с собой, и вычислим поле, действующее на частицу {\displaystyle j} в точке, где она находится {\displaystyle x_{j}}:
{\displaystyle E^{\mathrm {tot} }(\mathbf {x} _{j},t)=\sum _{n\neq j}{\frac {E_{n}^{\mathrm {ret} }(\mathbf {x} _{j},t)+E_{n}^{\mathrm {adv} }(\mathbf {x} _{j},t)}{2}}\ {\text{.}}}
Понятно, что, если добавить к этому свободные поля
{\displaystyle E^{\mathrm {free} }(\mathbf {x} _{j},t)=\sum _{n}{\frac {E_{n}^{\mathrm {ret} }(\mathbf {x} _{j},t)-E_{n}^{\mathrm {adv} }(\mathbf {x} _{j},t)}{2}}=0}
то получим
{\displaystyle E^{\mathrm {tot} }(\mathbf {x} _{j},t)=\sum _{n\neq j}{\frac {E_{n}^{\mathrm {ret} }(\mathbf {x} _{j},t)+E_{n}^{\mathrm {adv} }(\mathbf {x} _{j},t)}{2}}+\sum _{n}{\frac {E_{n}^{\mathrm {ret} }(\mathbf {x} _{j},t)-E_{n}^{\mathrm {adv} }(\mathbf {x} _{j},t)}{2}}}
и таким образом
{\displaystyle E^{\mathrm {tot} }(\mathbf {x} _{j},t)=\sum _{n\neq j}E_{n}^{\mathrm {ret} }(\mathbf {x} _{j},t)+E^{\mathrm {damping} }(\mathbf {x} _{j},t).}
Такая интерпретация позволяет избежать проблемы расхождения собственной энергии частицы, давая вполне физическую интерпретацию уравнению Дирака. Мур и Скотт показали, что реакция излучения может быть альтернативно получена, используя утверждение, что в среднем результирующий дипольный момент равен нулю для совокупности заряженных частиц, тем самым избежав осложнений теории поглощения.

## Выводы
Однако это выражение для диссипативных полей имеет свои недостатки. Записав его в нерелятивистской форме, имеем:
{\displaystyle E^{\mathrm {damping} }(\mathbf {x} _{j},t)={\frac {e}{6\pi c^{3}}}{\frac {\mathrm {d} ^{3}}{\mathrm {d} t^{3}}}x}
что является лоренцевской формулировкой. Поскольку здесь возникает третья производная по времени (которую также называют «толчок»), понятно, что, чтобы решить уравнение, недостаточно задать исходное положение и скорость частицы; начальное ускорение также необходимо. Эта проблема была решена наблюдением, что уравнения движения для частицы нужно решать вместе с уравнениями Максвелла для поля, которое создаёт сама частица. Таким образом, вместо того, чтобы задавать начальное ускорение, можно задать начальное поле и граничные условия. Это восстанавливает последовательность в физической интерпретации теории. Однако, ещё некоторые трудности могут возникать при попытке решить уравнение и интерпретировать решение. Уравнения Максвелла являются классическими и не могут корректно учитывать микроскопические явления, такие как поведение точечной частицы, где возникают квантовомеханические эффекты. Однако в теории поглощения Фейнману и Уилеру удалось создать последовательный классический подход к задаче.
При формулировке своей работы, Уилер и Фейнман пытались избежать расходящегося слагаемого. Однако позже Фейнман высказал утверждение, что само-взаимодействие необходимо, поскольку оно учитывает, в рамках квантовой механики, лэмбовский сдвиг. Эта теория упоминается в главе «Monster Minds» автобиографической книги Фейнмана "Surely You’re Joking, Mr. Feynman " («Вы, конечно, шутите, мистер Фейнман!»), а также во втором томе «Фейнмановских лекций по физике». Это привело к формулировке положений квантовой механики, используя лагранжиан и действие как исходные понятия, в отличие от гамильтониана, а именно, формулировка в терминах фейнмановских интегралов по траекториям, которые оказались полезными ещё в ранних вычислениях Фейнмана в квантовой электродинамике и квантовой теории поля. Запаздывающие и опережающие поля возникают соответственно как запаздывающий и опережающий пропагатор как и в пропагаторах Фейнмана и Дайсона. Впрочем, изображённая здесь связь между запаздывающим и опережающим потенциалами не слишком удивляет, учитывая то, что в теории поля опережающий пропагатор можно получить из запаздывающего пропагатора заменой ролей источника поля и пробной частицы (обычно в рамках формализма функций Грина). В теории поля опережающие и запаздывающие поля рассматриваются как математические решения уравнений Максвелла, комбинации которых обусловлены граничными условиями.
В конце концов, Уилер принял термодинамическую теорию, согласно которой расширение пространства между всеми суперкластерами галактик (расширение вселенной) является причиной временной асимметрии в природе, а также причиной электромагнитных запаздывающих волн.

## Ключевые работы
- J. A. Wheeler, R. P. Feynman. Interaction with the Absorber as the Mechanism of Radiation (англ.) // Reviews of Modern Physics : journal. — 1945. — Vol. 17, no. 2—3. — P. 157—161. — doi:10.1103/RevModPhys.17.157. — Bibcode: 1945RvMP...17..157W.
- J. A. Wheeler, R. P. Feynman. Classical Electrodynamics in Terms of Direct Interparticle Action (англ.) // Reviews of Modern Physics : journal. — 1949. — Vol. 21, no. 3. — P. 425—433. — doi:10.1103/RevModPhys.21.425. — Bibcode: 1949RvMP...21..425W.